# Sde Boker
Sde Boker (hebräisch שְׂדֵה בּוֹקֵר Sdeh Bōqer, deutsch ‚Feld des Hirten‘), auch Sede Boker, ist ein Kibbuz im zentralen Negev (im Wüstengebiet Zin) etwa 50 Kilometer südlich von Beʾer Scheva an der Landstraße  nach Mitzpe Ramon. Der Kibbuz hatte 2018 464 Einwohner.

## Geschichte
Sde Boker wurde am 15. Mai 1952 von ehemaligen Soldaten gegründet. Vor allem nach der israelischen Staatsgründung im Mai 1948 entstand eine ganze Reihe solcher Siedlungen, durch die gezielt die Wüste landwirtschaftlich nutzbar gemacht werden sollte. Die erste Generation der Kibbuznik arbeitete von allem im Weinbau, im Obstbau und in der Kleinviehzucht. Viele der Frauen arbeiteten in der Weberei.
Im März 2022 trafen sich in Sde Boker die Außenminister von Israel, Bahrain, Ägypten, Marokko, den Vereinigten Arabischen Emiraten und den USA zum Negev-Gipfel.

## David Ben-Gurion in Sde Boker

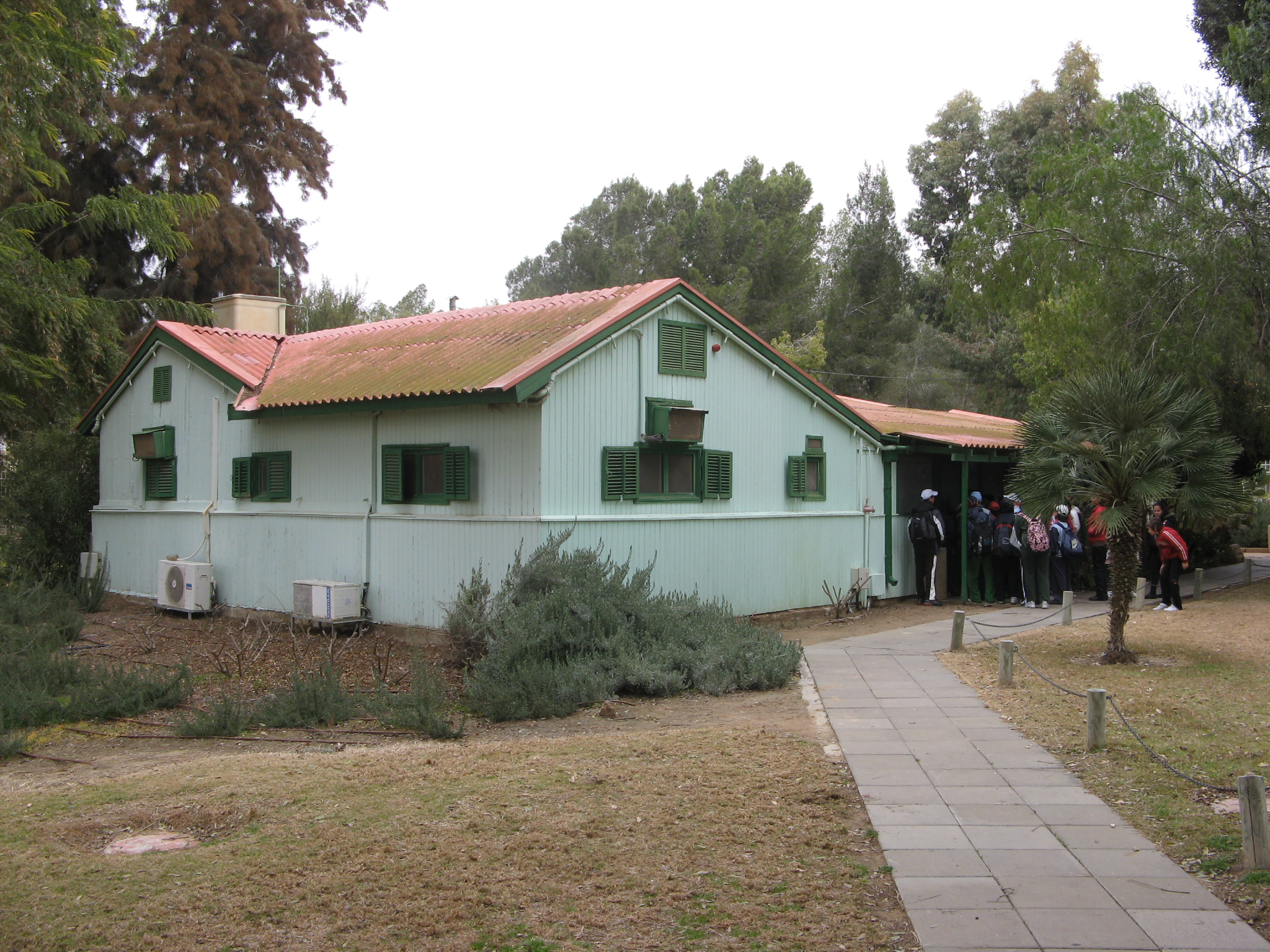
Das Haus von David Ben-Gurion

Der Kibbuz Sde Boker gehört zu den bekanntesten Kibbuzim überhaupt. Das liegt daran, dass dort der israelische Staatsgründer David Ben-Gurion 1953 dem Kibbuz beitrat, nachdem er erstmals sein Amt als Ministerpräsident niedergelegt hatte. Hinter Ben-Gurions Entscheidung, sich dem Wüstenkibbuz anzuschließen, stand der zionistische Traum, „die Wüste zum Blühen“ zu bringen. Auch als er 1955 erneut Ministerpräsident wurde, blieb er dem Kibbuz verbunden. Nach seinem zweiten und endgültigen Rücktritt als Ministerpräsident 1963 weilte er häufiger in seinem Haus im Kibbuz. Nachdem er sich 1970 von allen seinen politischen Ämtern zurückgezogen hatte, verbrachte er dort seinen Lebensabend und starb 1973 in Sde Boker.

## Die Ben-Gurion-Akademie
David Ben-Gurions Grab liegt südlich des Kibbuz bei der „Ben-Gurion-Akademie“ (Midreschet Ben-Gurion, auch bekannt als Midreschet Sde Boker). Diese von Ben-Gurion gegründete „Negev-Hochschule“ befasst sich vor allem mit der Frage nach der Nutzung und Entwicklung von Wüstengebieten. Sie bildet einen Teil der Ben-Gurion-Universität im Negev in Beʾer Scheva. Midreschet Ben Gurion liegt allerdings etwa drei Kilometer südlich des Kibbuz und gilt als eigenständige Ortschaft.

## Der Kibbuz heute
Der Kibbuz lebt heute unter anderem von der Landwirtschaft (Weinbau, Anbau von Früchten, Hühnerzucht). Außerdem betreibt er eine Fabrik für Klebeband. Heute ist Sde Boker ein paar hundert Meter von der ursprünglichen Hüttengemeinschaft entfernt und gehört zum Regionalverband von Ramat HaNegev, eine Gruppe von ländlichen Siedlungen in dieser Region des Negev. Touristische Sehenswürdigkeiten der Umgebung sind die nabatäische Ruinenstadt Avdat und die Oasen von ʿEin ʿAvdat und ʿEin Aqev.

## Nationalpark

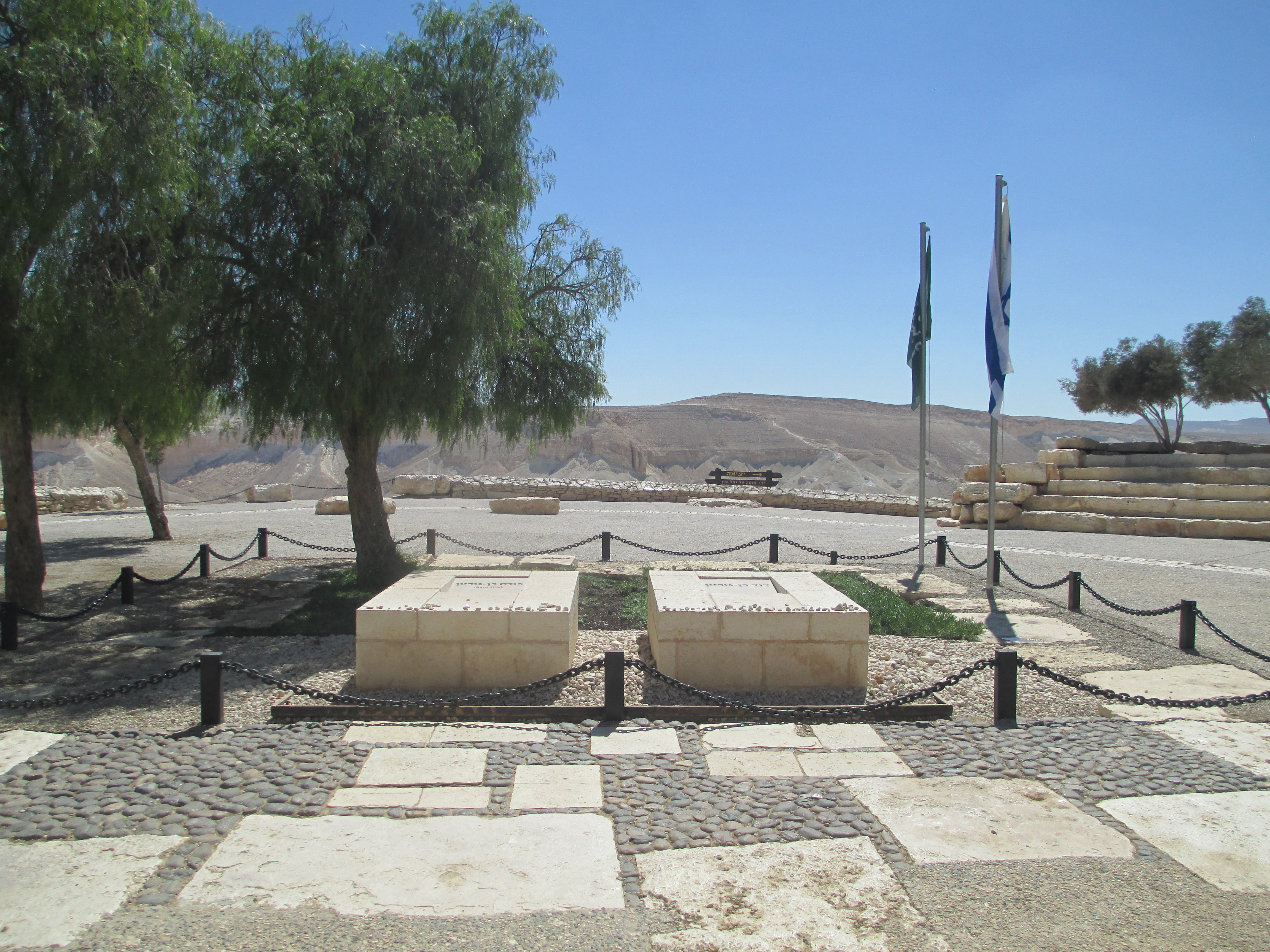
Gräber von Paula und David Ben-Gurion bei Sde Boker

Die Gräber von Paula und David Ben-Gurion sind frei zugänglich im Zentrum eines kleinen Nationalparks, der von der Israel Nature and Parks Authority verwaltet wird. Die Lage oberhalb des Nachal Zin bietet einen grandiosen Ausblick in dieses Tal.